# جون شاندلير (سياسي أمريكي)
جون شاندلير (بالإنجليزية: John Chandler)‏ هو سياسي أمريكي، ولد في 1 فبراير 1762 في إبينغ في الولايات المتحدة، وتوفي في 25 سبتمبر 1841 في أوغوستا في الولايات المتحدة. حزبياً، نشط في الحزب الجمهوري الديمقراطي. وقد انتخب عضو مجلس النواب الأمريكي وانتخب عضو مجلس الشيوخ الأمريكي.